# Caralinda pulchritecta
Caralinda pulchritecta är en mångfotingart som beskrevs av Shelley 1979. Caralinda pulchritecta ingår i släktet Caralinda och familjen Xystodesmidae. Inga underarter finns listade i Catalogue of Life.